# Vlag van Zug

Vlag van Zug

De vlag van Zug, een kanton in Zwitserland, is vierkant en bestaat uit drie horizontale banen in de kleurencombinatie wit-blauw-wit. Het is behalve de vlag van het kanton Zug ook de vlag van de stad Zug. Het ontwerp van deze vlag is mogelijk een combinatie van het wapen van het huis Habsburg en dat van het huis Lenzburg. De vlag kwam uiterlijk in 1319 in gebruik.